# راین وسنبرگ
راین وسنبرگ (استونیایی: Rain Vessenberg؛ زادهٔ ۲۷ نوامبر ۱۹۷۵) بازیکن فوتبال اهل استونی بود.
از باشگاه‌هایی که در آن بازی کرده‌است می‌توان به باشگاه فوتبال فلورا تالین، باشگاه فوتبال کورساره، باشگاه فوتبال ویلیاندی تولویک، و باشگاه فوتبال کوتکان تیووائن پالویلیات اشاره کرد.
وی همچنین در تیم ملی فوتبال استونی بازی کرده‌است.